# 何尚之
何尚之（382年—460年8月16日），字彥德，廬江灊縣人。東晉驃騎將軍何充弟何準曾孫。南朝宋官員。

## 生平
何尚之年輕時輕佻放蕩，喜歡賭博，不過長大後就循規蹈舉，很有操守。起初家境貧困，於是出任臨津令，後獲劉裕徵為府主簿，並隨同北伐後秦，期間因公事免官。不過，劉裕滅秦後仍因隨同征伐的功勳獲賜爵都鄉侯。宋少帝即位後，何尚之任廬陵王劉義真的車騎諮議參軍，當時劉義真與執政的徐羨之、傅亮等不和，何尚之曾作出勸諫但不被接納。景平二年（424年），徐羨之廢義真為庶人，何尚之遂調作中書侍郎。同年宋文帝即位後，何尚之歷任臨川內史、黃門侍郎、尚書吏部郎及左衞將軍，直至元嘉八年（431年）尚之父何叔度去世，尚之才離職守喪，守喪期完結後便復任左衞將軍，領太子中庶子。元嘉十二年（435年）遷任侍中，不久又改領游擊將軍。
何尚之因喜好文辭而得宋文帝賞識，而當時宋文帝與司徒、彭城王劉義康之間的主相之爭漸漸浮現，元嘉十三年（436年），劉義康欲以其親信，司徒左長史劉斌出任丹陽尹，文帝察覺並外調劉斌為吳郡太守，轉以何尚之為丹陽尹。何尚之雖與義康近臣劉湛是姻親，但他們關係並不親密，後劉湛為得丹陽尹職位，調何尚之為祠部尚書，領國子祭酒，令何尚之十分不滿。元嘉十七年（440年），宋文帝誅劉湛，尚之遷吏部尚書。後國子學建成，文帝讓尚之領國子祭酒，及後又領建平王師，轉任中書令、中護軍。
元嘉二十二年（445年），何尚之遷尚書右僕射，加散騎常侍。早在文帝消滅義康親黨時，何尚之認為得文帝親待、參與機密、時任左衞將軍的范曄有異志，向文帝建議外調范曄為廣州刺史，以免亂事發生後又行誅殺，有傷皇化。不過文帝以范曄未露形跡，且為免被認為容不下有才之人，故沒有調走他。至此年，范曄與孔熙先等謀立劉義康的事被揭發，文帝稱許何尚之有先見之明，然文帝看見被捕的孔熙先「望風吐款，辭氣不橈」，亦對其十分欣賞，指責曾任吏部尚書的何尚之道：「讓孔熙先快將三十歲才當散騎郎，誰不做賊呀！」同年，文帝建玄武湖，並圖在湖中建方丈、蓬萊及瀛州三座仙山，因何尚之懇切進諫才打消念頭。當時亦在修建華林園，尚之因時值盛夏而進諫，望讓工人休息一下，然文帝以工人常常曝曬，盛夏工作不算辛苦為由不納。又其時文帝外出常常到夜晚才回來，何尚之又諫，獲得接納。
元嘉二十四年（447年），因應民間取較重的古錢中的銅私鑄四銖錢問題嚴重，江夏王劉義恭建議將古錢定值作大錢，一個當兩個小錢，以杜絕私鑄。但何尚之認為此舉只增加大錢表面價值，令富者愈富，貧在愈貧；又建議解決私鑄問題應從加強執法下手，讓懸賞機制名實俱有，並加強檢舉效率，以求遏止私鑄之風。何尚之發言得庾炳之等人贊同，不過其時沈演之贊同義恭提議，文帝亦採納其言，遂作推行。不過一段時間後發現並不便利，於是作罷。
元嘉二十五年（448年），何尚之遷尚書左僕射，加散騎常侍，領汝陰王師。元嘉二十八年（451年）轉尚書令，領太子詹事。次年何尚之退休，當時文帝不許，何尚之沒有堅持，又再復職出仕。及後文帝對何尚之就更為倚重，連北伐時給軍隊的物資都交由尚之處理。
元嘉三十年（453年），太子劉劭起兵弒父奪位，進何尚之為司空、領尚書令。不過武陵王劉駿等諸王旋即發兵討伐劉劭，諸王將領參佐們的家眷當時還在建康，劉劭遂意圖全部誅殺，只因何尚之成功勸止才得保住性命。同年劉劭兵敗被殺，劉駿即位，即宋孝武帝，以何尚之復任尚書令，領吏部。孝建元年（454年）遷侍中、左光祿大夫，領護軍將軍；不久又辭領護軍將軍，轉加特進，又再領尚書令。
大明二年（458年），何尚之轉侍中、左光祿大夫、開府儀同三司。後又曾兼領中書令。大明四年（460年）去世，享年七十九歲，以本官加贈司空。賜諡號簡穆。

## 性格特徵
- 何尚之任丹陽尹時在南城郭建宅並置玄學，聚集生員，不少人都慕名前來，稱之為南學。
- 尚之為人簡約，衣著和車輛都盡行樸素，妻子去世也不再娶，亦無姬妾。為官多年雖屢歷要職，但親戚故友都無一獲薦，反令他們有所怨言，但此舉也得到別人稱許。
- 何尚之退休時曾寫下《退居賦》以明志，但議論者都說何尚之堅持不住，最後果然再度出仕。袁淑因而記錄昔日一些有事跡而無名字流傳下來的隱士，寫成《真隱傳》，用以譏笑何尚之。沈慶之屢辭任命，朝廷屢勸不果，何尚之也曾進言相勸，但沈慶之卻答：「沈公不會學何公那樣去而復返呀。」令何尚之甚有愧色。王僧達亦曾向何尚之說：「家裏養了一隻老狗，放了牠沒處去，已經回來了。」嘲諷何尚之。
- 何尚之與顏延之交好，而且二人都矮小，何尚之常稱顏延之為猨，而顏延之反稱尚之為猴。二人又常互相議論，並得以流傳於世。
- 何尚之爱好围棋。围棋国手褚胤因父亲卷入臧质谋反事件一同伏诛，何尚之请求念褚胤有一技之长免其一死，未果。

## 逸事
- 何尚之曾患病多年，因飲人奶而痊癒。
- 何尚之在家經常戴著鹿皮帽，獲孝武帝授予開府時沈慶之卻在殿上戲言：「今日怎麼不戴鹿皮冠呀？」

## 家庭

### 兄弟
- 何悠之，尚之弟，官至太常，與王微交好。
- 何愉之，悠之弟，新安太守。
- 何翌之，愉之弟，都官尚書。

### 子女
- 何偃，得孝武帝親任，官至吏部尚書、領選。
- 何鑠，偃弟，宜都太守。
- 何曠
- 何氏，劉湛子劉黯。
- 何氏，嫁王景文[4]

### 孫
- 何戢，何偃子，娶山陰公主劉楚玉，在南齊官至吏部尚書，加驍騎將軍。
- 何求，何鑠子，在宋官至太子中舍人，後來隱居不仕。
- 何點，何求弟，隱士，宋、齊、梁三朝都曾召命他入仕，但他都不肯就任。
- 何胤，何點弟，過繼給叔父何曠。南齊以外戚身份官至中書令，後來退隱。

## 延伸阅读
[在维基数据编辑]
 《宋書·卷66》，出自沈约《宋书》
 《南史·卷30》，出自李延壽《南史》